# Mędrzechów
Mędrzechów is een dorp in het Poolse woiwodschap Klein-Polen, in het district Dąbrowski. De plaats maakt deel uit van de gemeente Mędrzechów en telt 1300 inwoners.

## Verkeer en vervoer
- Station Mędrzechów